# OLT Express Germany

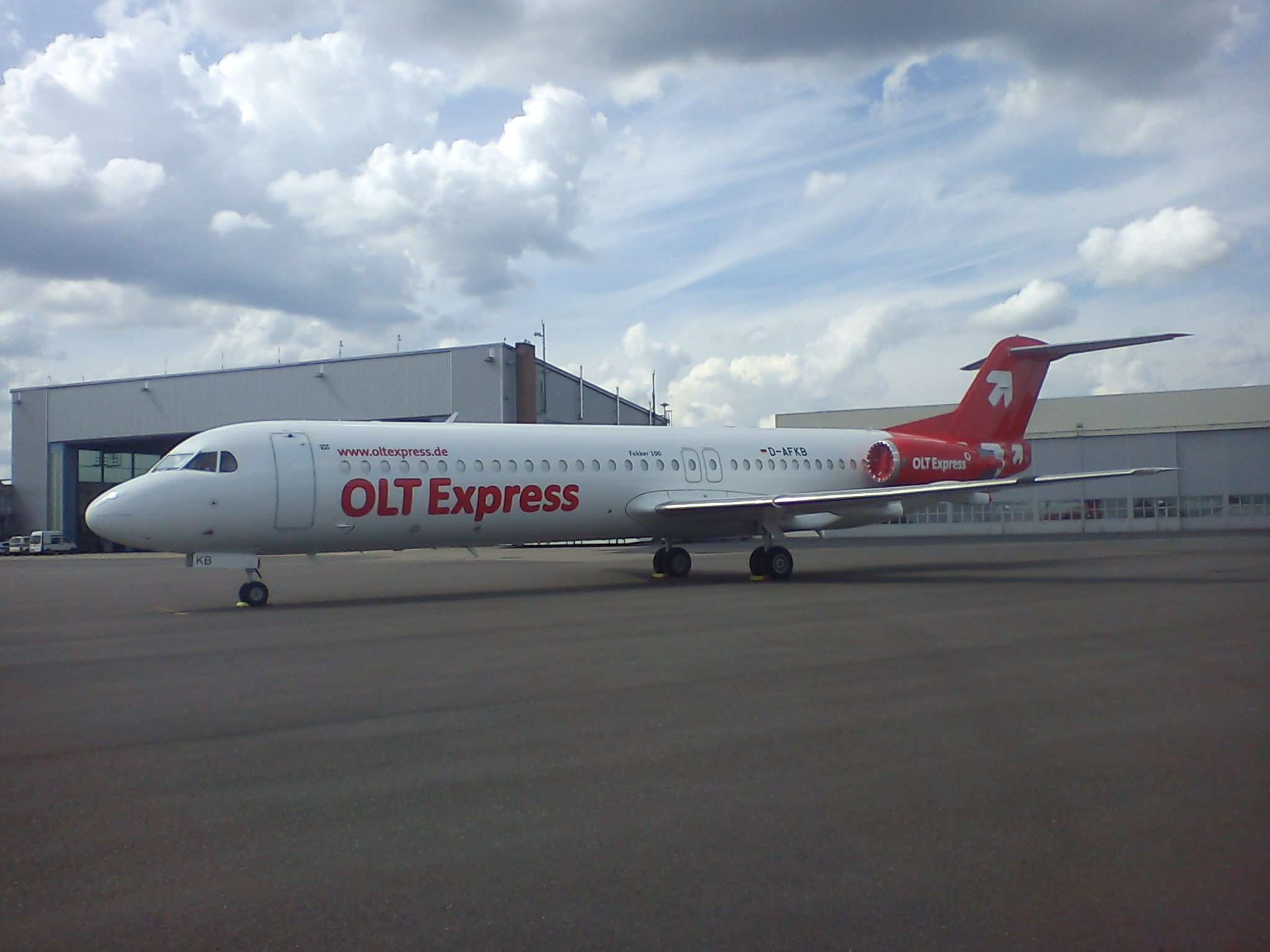
Fokker 100 linii OLT Express Germany

OLT Express Germany – nieistniejąca niemiecka linia lotnicza z siedzibą w Bremie. Głównym węzłem był port lotniczy Brema. W sierpniu 2011 wszystkie udziały wykupiła gdańska spółka Amber Gold, posiadacz prywatnej, polskiej linii lotniczej OLT Express.
Zarząd niemieckich linii OLT Express Germany poinformował o zawieszeniu działalności dnia 27 stycznia 2013 roku z powodu trudności finansowych.